# Two Against Nature
《Two Against Nature》는 미국의 록 밴드 스틸리 댄의 여덟 번째 스튜디오 음반이다. 1997년부터 1999년까지 녹음되어 2000년 2월 29일 자이언트 레코드에 의해 발매되었다.
《Two Against Nature》는 4개의 그래미 어워드 올해의 음반, 베스트 팝 보컬 음반, 베스트 엔지니어링 음반 비클래식, 보컬과 함께 듀오 또는 그룹의 베스트 팝 퍼포먼스를 수상했다. 상업적으로는 미국 빌보드 200 차트에서 6위로 정점을 찍고 백만 장 이상이 팔리며 미국 음반 산업 협회로부터 플래티넘 인증을 받았다.

## 반응
| 전문가 평가          | 전문가 평가 |
| 총 점수              | 총 점수     |
| 출처                 | 점수        |
| -------------------- | ----------- |
| 메타크리틱           | 77/100      |
| 평가 점수            |             |
| 출처                 | 점수        |
| AllMusic             | [ 6 ]       |
| Consumer Guide       | A           |
| Entertainment Weekly | A           |
| The Guardian         | [ 9 ]       |
| Los Angeles Times    | [ 10 ]      |
| NME                  | 7/10        |
| Pitchfork            | 1.6/10      |
| Q                    | [ 13 ]      |
| Rolling Stone        | [ 14 ]      |
| Uncut                | [ 15 ]      |

《Two Against Nature》는 상업적인 성공과 비평적인 성공을 모두 얻었다. 전문 비평가들의 리뷰에 100점 만점에 정규화된 평점을 부여하는 메타크리틱에서 이 음반은 13개의 리뷰를 기준으로 평균 77점을 받아 "대체로 호의적인 리뷰"를 나타냈다. 2000년 3월 빌리지 보이스에 기고한 로버트 크리스트가우는 이 음악을 "포스트펑크"라고 표현하며 스틸리 댄의 1977년 음반 《Aja》에 수록된 재즈 팝의 훌륭한 "록 컴백"과 "점프하고, 더 스냅하고, 더 수어하고, 덜 진정시키는" 반복이라고 칭찬했다. 주제적으로 그는 성생활에서 "검증"과 "흥분"을 추구하는 "더러운 노인들"에 대한 허구적이면서도 폭로적인 설명으로 그것이 통일되어 있다는 것을 발견했는데, 이들은 모두 "미혹의 긴급성"을 전달하는 "정신 나간 인포메이션과 무작위적인 잔인함, 이기주의와 자기혐오, 악순환으로 가득 차 있다"는 것이다. 올뮤직의 스티븐 토마스 얼와인은 가사의 "날카로운 유머"를 높이 평가했지만, 특히 "그들 특유의 사운드 안에서 거의 끝없는 순열"을 관찰하면서 음악의 "깊이와 성격"에 깊은 인상을 받았다. 《피치포크》의 평론가 브렌트 디크레센조는 이 곡들을 "길고 구분할 수 없는" "광택 있는 밥 팝"이라고 일축하면서 스틸리 댄에게 "소울"이 부족하다고 제안했다.

## 곡 목록
모든 곡들은 월터 베커와 도널드 페이건에 의해 작사/작곡하였다.
| #  | 제목                      | 재생 시간 |
| -- | ------------------------- | --------- |
| 1. | 〈Gaslighting Abbie〉     | 5:53      |
| 2. | 〈What a Shame About Me〉 | 5:18      |
| 3. | 〈Two Against Nature〉    | 6:18      |
| 4. | 〈Janie Runaway〉         | 4:09      |
| 5. | 〈Almost Gothic〉         | 4:10      |
| 6. | 〈Jack of Speed〉         | 6:17      |
| 7. | 〈Cousin Dupree〉         | 5:29      |
| 8. | 〈Negative Girl〉         | 5:34      |
| 9. | 〈West of Hollywood〉     | 8:22      |

## 인증
| 국가                       | 인증     | 판매량/출하량 |
| -------------------------- | -------- | ------------- |
| 캐나다 (뮤직 캐나다)       | 골드     | 50,000^       |
| 영국 (BPI)                 | 실버     | 60,000^       |
| 미국 (RIAA)                | 플래티넘 | 1,000,000^    |
| ^출하량을 기반으로 한 인증 |          |               |